# Аптон-парк (станция метро)
 «Аптон-парк» (англ. Upton Park) — станция Лондонского метрополитена в одноимённом районе округа Ньюхэм в восточном Лондоне. Станция обслуживается поездами линий Хаммерсмит-энд-Сити и Дистрикт и относится к третьей транспортной зоне Лондона.
Станция была открыта в 1877 году в составе железной дороги Лондон — Тилбери — Саутэнд-он-Си. Поезда линии Дистрикт начали обслуживать станцию с 1902 года; линия Метрополитэн дотянулась до станции «Аптон-парк» в 1936 году, после присоединения к линии участка Вайтчепел — Баркинг. Пригородные поезда, следующие в направлении Тилбери, перестали останавливаться на станции в 1962 году.
Станция включает в себя 2 платформы, по одной на каждое направление. Две другие, ныне бездействующие, платформы до 1962 года принимали поезда пригородного сообщения.
Станция «Аптон-парк» служит в качестве основной станции при обслуживании футбольных матчей на стадионе Boleyn Ground, где базируется футбольная команда «Вест Хэм Юнайтед». Неподалёку от станции расположен знаменитый рынок Куинз-роуд Маркет, известный этническим разнообразием своим торговцев.
На станции отсутствует лифт для инвалидов-колясочников и строительство подобного лифта в планах развития инфраструктуры станции не предусмотрено.

## Пересадка на другие виды общественного транспорта
Рядом со станцией расположена остановка автобусов 5, 58, 104, 115, 147, 238, 330 и 376 маршрутов, а также т. н. «ночного автобуса» 15 маршрута.

## Билетно-кассовый павильон
На станции расположены 2 кассы, 2 сенсорных и три «традиционных» кнопочных билетных автомата.